# Мандреко, Сергей Владимирович
Сергей Владимирович Мандреко (1 августа 1971, Курган-Тюбе — 8 марта 2022, Австрия) — советский, таджикский и российский футболист, полузащитник. Мастер спорта СССР (1990).

## Спортивная биография
Воспитанник курган-тюбинской футбольной школы. Начал свою карьеру в местном клубе «Вахш».
В 1990—1992 годах выступал за клуб «Памир» Душанбе в двух последних чемпионатах СССР (1990, 1991) и в чемпионате Таджикистана.
Летом 1992 года перешёл из «Памира» в австрийский клуб «Рапид» Вена, где играл до 1997 года.
Летом 1997 года подписал трёхлетний контракт с «Гертой». В 2000 году перешёл в «Бохум».
В 2003 году вернулся в Австрию, где играл за «Маттерсбург» (2003—2005) и «Парндорф» (2005).
В высшей лиге чемпионата СССР сыграл 38 матчей, забил 2 мяча; в Бундеслиге Австрии сыграл 154 матча, забил 17 мячей; в Бундеслиге Германии сыграл 93 матча, забил 1 мяч.
В 2008—2009 — ассистент главного тренера в московском «Локомотиве».
Скончался от бокового амиотрофического склероза.

## Карьера в сборных
Сыграл 4 матча за сборную СНГ, 1 матч за сборную Таджикистана и один матч за сборную России:
- 25 января 1992. Товарищеский матч. США — СНГ 0:1. 62 минуты, был заменён; «Памир» Душанбе
- 29 января 1992. Товарищеский матч. Сальвадор — СНГ 0:3. 45 минут, вышел на замену; «Памир» Душанбе
- 2 февраля 1992. Товарищеский матч. США — СНГ 2:1. 90 минут; «Памир» Душанбе
- 12 февраля 1992. Товарищеский матч. Израиль — СНГ 1:2. 90 минут; «Памир» Душанбе
- 17 июня 1992. Товарищеский матч. Узбекистан — Таджикистан 2:2. 64 минуты, был заменён; «Памир» Душанбе
- 17 августа 1994. Товарищеский матч. Австрия — Россия 0:3. 45 минут, вышел на замену; «Рапид» Вена

В 1991 году стал бронзовым призёром молодёжного чемпионата мира (до 20 лет) в Португалии в составе сборной СССР. В том же году сыграл два матча за олимпийскую сборную СССР.

## Достижения
- Чемпион Таджикистана: 1992
- Чемпион Австрии: 1996
- Обладатель Кубка Австрии: 1995
- Финалист Кубка обладателей кубков УЕФА: 1996
- Бронзовый призёр чемпионата мира 1991 года (U-20) в составе молодёжной сборной СССР
- Чемпион Европы 1990 в составе юниорской сборной СССР (U-18)